# Všeobecné volby v Belgii 2019
Všeobecné volby v Belgii 2019 se konaly 26. května 2019, souběžně s volbami do Evropského parlamentu a volbami do regionálních zastupitelstev. Zvoleno bylo všech 150 poslanců Sněmovny reprezentantů v 11 volebních obvodech. Zatímco na severu země, v nizozemsky mluvícím Vlámsku zvítězily vlámsko-nacionalistické a autonomistické strany Nová vlámská aliance a Vlámský zájem, na jihu ve francouzsky mluvícím Valonsku uspěla hlavně středolevicová Socialistická strana. V hlavním městě Bruselu zvítězila zelená strana Ecolo. Na počet mandátů vyhrála Nová vlámská aliance, která získala 25 mandátů.

## Výsledky
Na prvních dvou místech skončily vlámské autonomistické strany N-VA a VB. Z vlámských stran se do Sněmovny reprezentantů dostalo ještě CD&V, Open VLD, sp.a a Groen. Z valonských stran se do sněmovny dostaly PS, MR, Ecolo, cdH a DéFI. PVDA/PTB je strana působící v celé Belgii. Přestože je v Belgii povinné volit, volební účast činila pouze 88,38 procenta.
|                        | N-VA          | VB              | PS           | CD&V         | PVDA/PTB      | Open VLD         | MR             | sp.a         | Ecolo            | Groen         | cdH           | DéFI             |
| ---------------------- | ------------- | --------------- | ------------ | ------------ | ------------- | ---------------- | -------------- | ------------ | ---------------- | ------------- | ------------- | ---------------- |
| Volební lídr           | Bart De Wever | Tom Van Grieken | Elio Di Rupo | Wouter Beke  | Peter Mertens | Gwendolyn Rutten | Charles Michel | John Crombez | Jean-Marc Nollet | Meyrem Almaci | Maxime Prévot | Olivier Maingain |
| Počet hlasů            | 1 086 787     | 810 177         | 641 623      | 602 520      | 584 621       | 579 334          | 512 825        | 455 034      | 416 452          | 413 836       | 250 861       | 150 394          |
| Podíl                  | 16,03 % ▼     | 11,95 % ▲       | 9,46 % ▼     | 8,89 % ▼     | 8,62 % ▲      | 8,54 % ▼         | 7,56 % ▼       | 6,71 % ▼     | 6,14 % ▲         | 6,1 % ▼       | 3,7 % ▼       | 2,22 % ▬         |
| Počet mandátů          | 25            | 18              | 20           | 12           | 12            | 12               | 14             | 9            | 13               | 8             | 5             | 2                |
| Předchozí volby (2014) | 20,26 % (33)  | 3,67 % (3)      | 11,67 % (23) | 11,61 % (18) | 3,72 % (2)    | 9,78 % (14)      | 9,64 % (20)    | 8,83 % (13)  | 3,3 % (6)        | 5,32 % (6)    | 4,98 % (9)    | nová strana      |